# ناصر همایون
ارسلان خان ناصر همایون (زادهٔ ۱۲۴۵ ه‍.خ – درگذشتهٔ ۱۲۹۹ در تبریز) موسیقی‌دان، نوازندهٔ پیانو و نظامی اهل ایران بود. او رئیس «موزیک سلطنتی» در زمان مظفر الدین‌شاه قاجار بود. با نام اصلی ارسلان خان، وی از خاندان اکراد ایل دنبلی   اصالتاً از موصل بوده که قرنها ایل حاکم آذربایجان و خانات خوی و در مقطعی دیاربکر  بوده‌اند و خود را از برامکه می‌دانند و بعداً نام خانوادگی برمکی را برخود گذاشت.

## زندگی‌نامه
ارسلان‌خان (یا ارصلان خان) برمکی فرزند امیرخان سردار دنبلی ملقب به نیر همایون (امیر خان پسر فاطمه خانم و شیر علی خان دنبلی  از حاکمان خوی  و از افسران نظامی قوای عباس میزرا بوده‌است) و بعداً ارصلان خان ملقب به ناصر همایون گردید. Amir Arsalan Nasser Homayoun. خواهرش عصمت خانم با میرزا علی اکبر خان کرمانی ناظم الاطباء ازدواج کرد و مؤدب الدوله نفیسی فرزند آن دو است. در شعبهٔ موزیک دارالفنون به تحصیل موسیقی پرداخت. او که پیانو می‌نواخت، از شاگردان «آلفرد ژان باتیست لومر» (موسیو لومر) بود و به نواختن سازهای دیگر نیز آشنایی داشت. وی برادری با نام «سیاوش‌خان» داشت که ویلن می‌نواخت. ارسلان‌خان در زمان پادشاهی مظفر الدین‌شاه قاجار، پیشخدمت مخصوص او شد و لقب «ناصر همایون» گرفت. پس از آن به درجهٔ سرتیپی رسید و به ریاست «موزیک مخصوص سلطنتی» منصوب شد. او در تمام سفرهای خارجی مظفر الدین‌شاه در کنار وی بود و دستورهای شاه را در مورد خرید ساز و به چاپ رساندن نوت‌های موسیقی به انجام می‌رساند. شاه در سفرنامه خود (سفرنامه اول مظفرالین شاه به فرنگ سال ۱۳۱۷ هجری. ق. صفحه ۹۰) نوشته‌است: «ناصر همایون و مسیو لومر را که به پاریس فرستاده بودیم، امروز آمده فرمایشات ما را از بابت نوتهای موزیک بخوبی انجام داده‌اند.» این موضوع ظاهراً اشاره به آثاری است که توسط لومر نوشته شده و در سازمان انتشاراتی «شوون یا شوونس» در پاریس به چاپ رسیده‌است (این مطلب در متن رساله تذکار شده‌است)… به طوری که مرحوم روح‌الله خالقی نوشته (ص ۲۱۹ سرگذشت موسیقی ایران جلد اول) «یک نسخه از این نوتها که در همان موقع در پاریس چاپ شد، اکنون در کتابخانه هنرستان موسیقی ملی موجود است و شامل قسمتی از آواز چهارگاه و همایون و ماهور با چند تصنیف و رنگ می‌باشد و لومر نیز یک صفحه مقدمه به زبان فرانسه در آغاز آن نوشته و مخصوصاً از ناصر همایون شاگردش که در جمع‌آوری و نوشتن آهنگ‌ها به او کمک کرده تشکر نموده‌است.» موسیو لومر در مقدمهٔ کتاب نت‌هایش از او نام برده و تشکر کرده‌است. مظفر الدین‌شاه نیز در قسمت‌هایی از سفرنامهٔ خود دربارهٔ ناصر همایون نوشته‌است. او در بخشی از سفرنامه‌اش می‌نویسد:
«بعضی نوت‌های آواز ایرانی را که ناصر همایون درست کرده و به ارکست‌ها (ارکسترها) داده بود، مشغول زدن هستند؛ رفتیم دیدیم، خیلی خوب می‌زدند… الحق ارسلان‌خان ناصرهمایون هم خیلی خوب از عهدهٔ تعلیم آنها برآمده است… ارکست‌ها قدری موزیک ایرانی زدند و خیلی خوب می‌زدند؛ تمام فرنگی‌ها نوت ایرانی را پسندیده‌اند»— مظفرالدین‌شاه قاجار، سفرنامهٔ اول مظفرالدین‌شاه به فرنگ صفحه ۹۲

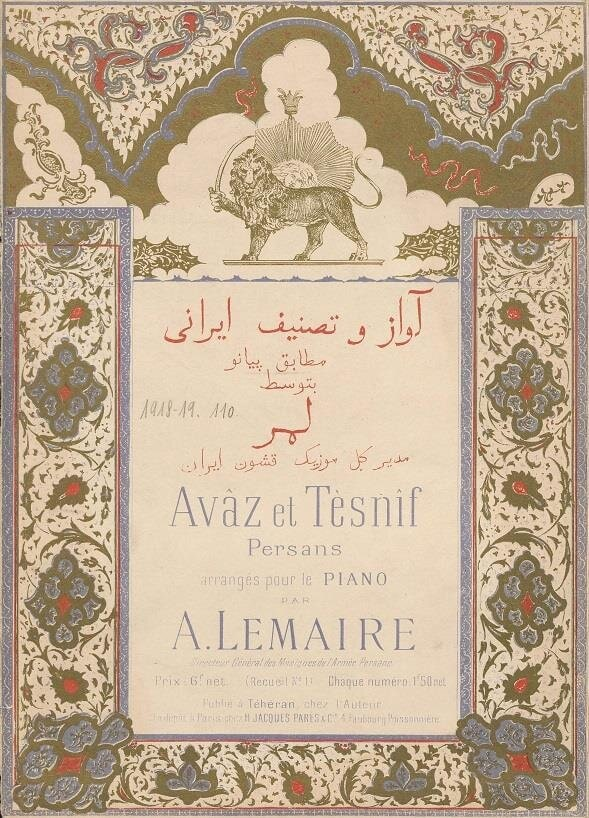
جلد کتابچه قطعه نتی است که آهنگ آن را با پیانو در حضور شاه در فرانسه اجرا کردند

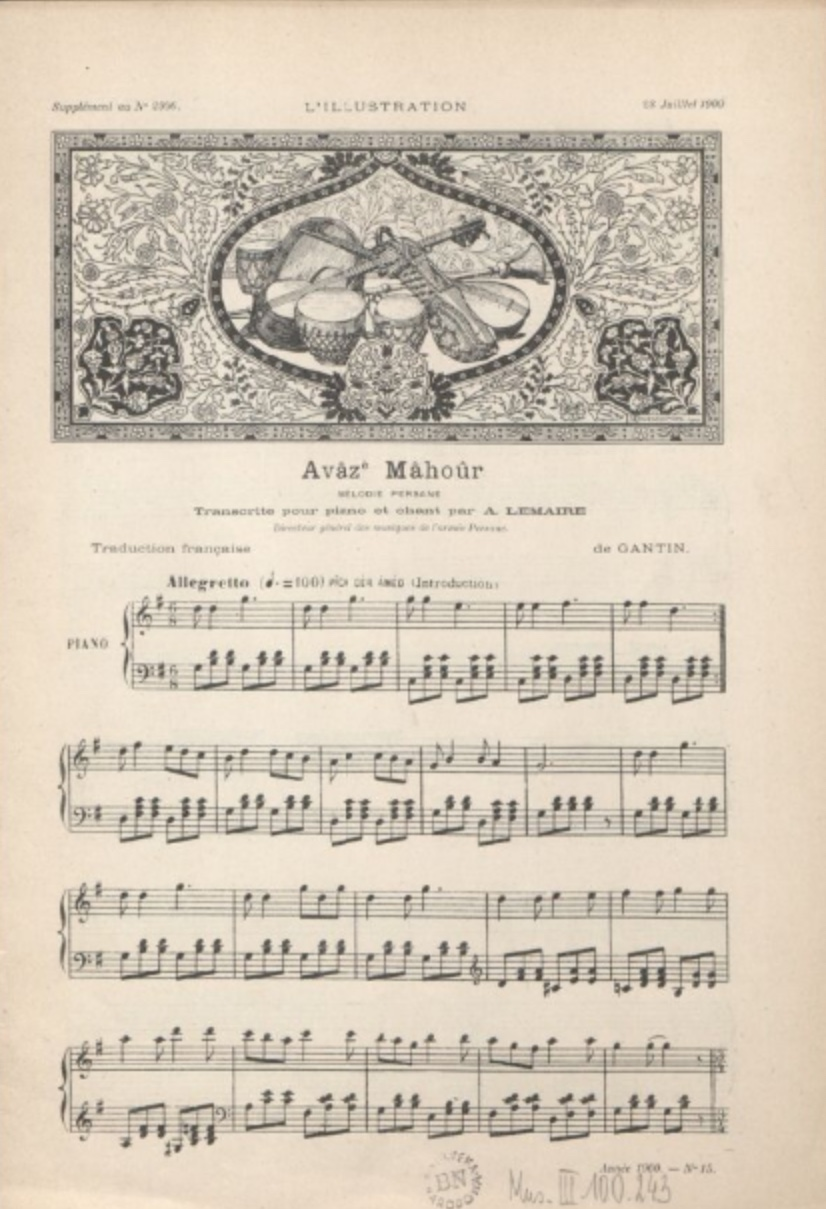
Arranged for the Piano by Lemaire and Nasser Homayoun. L'illustration 1900 volume 2996

در قسمتی دیگر نیز می‌نویسد: «ناصر همایون را فرمودیم پیانو زد؛ تمام فرنگی‌ها تمجید کردند» در ادامه می‌نویسد: «این دو روزه ارسلان‌خان و مسیو لمر از روی نوت، آواز ایرانی و شعر فارسی به‌او آموخته بودند. ناصر همایون پیانو زد و دختر مغنیه شروع کرد به‌خواندن. آواز ایرانی را به قدری خوب خواند که ما تعجب کردیم. ناصر همایون در ظرف دو سه روز خوب به او آموخته‌است.» در همین رابطه علیخان ظهیرالدوله در سفرنامه خود می‌نویسد که در شهر کنترکسیویل فرانسه در سالن تیاتر و موسیقی شهر بخواست شاه این آواز و موسیقی ایرانی توسط ناصرهمایون نواخته شد و اجرای تصنیف و موسیقی در سبک ماهور قطعه ای بنام مژده به بلبل دهید بوده‌است.

خبر اجرای این آواز و نت آن به شکل ضمیمه در شماره ۲۹۹۶ نشریه لیلوستراسیون L'Illustration به تاریخ ژوییه ۱۹۰۰ در فرانسه توسط موسیو لومر (و همراهی ناصر همایون) منتشر گردید. خواننده این آواز در روی صحنه با تنظیم ناصر همایون طبق گزارش نشریه مادام ژان سولومون Jeanne Salomon بوده‌است که اجرای آن در خاطرات شاه اشاره شد. بدین ترتیب این اولین تصنیف ایرانی بوده که در اروپا بروی صحنه اجرا شده و ناصر همایون اولین موسیقیدان ایرانی است که در اروپا موسیقی ایرانی را به شکل اجرای کنسرت در سالن نواخته‌است. از خدمات مهم او به موسیقی ایران تنظیم و چاپ نتهای موسیقی ایران بهمراه موسیو لومر بوده که در سال ۱۹۰۲ چاپ شده‌است. در چاپ دوم کتاب نام ناصر همایون به عنوان نویسنده مشترک با لومر درج شده‌است. این کتابچه بنام "آواز و تصنیف ایرانی" است که آثاری در سه دستگاه ماهور- همایون- چهارگاه برای پیانو با نت ثبت و در ایران به کوشش منوچهر صهبایی تجدید چاپ گردید. 

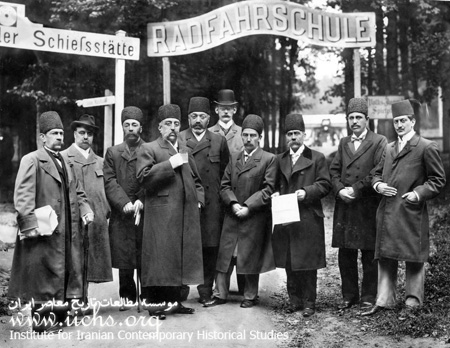
ارسلان خان ناصر همایون رئیس موزیک دربار مظفرالدین شاه -نفر دوم از راست - وین

«عبدالله مستوفی» نیز در کتاب خود «تاریخ مستوفی» از ناصر همایون در سفر سوم مظفرالدین شاه به فرنگ یاد کرده‌است. پس از دورهٔ مظفر الدین‌شاه، ناصر همایون به زنجان و تبریز رفت. در تبریز به ریاست قشون رسید و موسیقی را رها کرد.
«شهباز برمکی» فرزند ناصر همایون، نیز نوازندهٔ سرشناس ویلن بوده‌است. «میرزا عباسعلی»، پدر «رضا محجوبی» (آهنگساز و نوازندهٔ ویلن) و «مرتضی محجوبی» (نوازندهٔ پیانو)، پیشکار ارسلان‌خان ناصر همایون بود و سکونت خانوادهٔ محجوبی در باغ ناصر همایون، موجب گرایش آنان به فراگیری موسیقی شد.

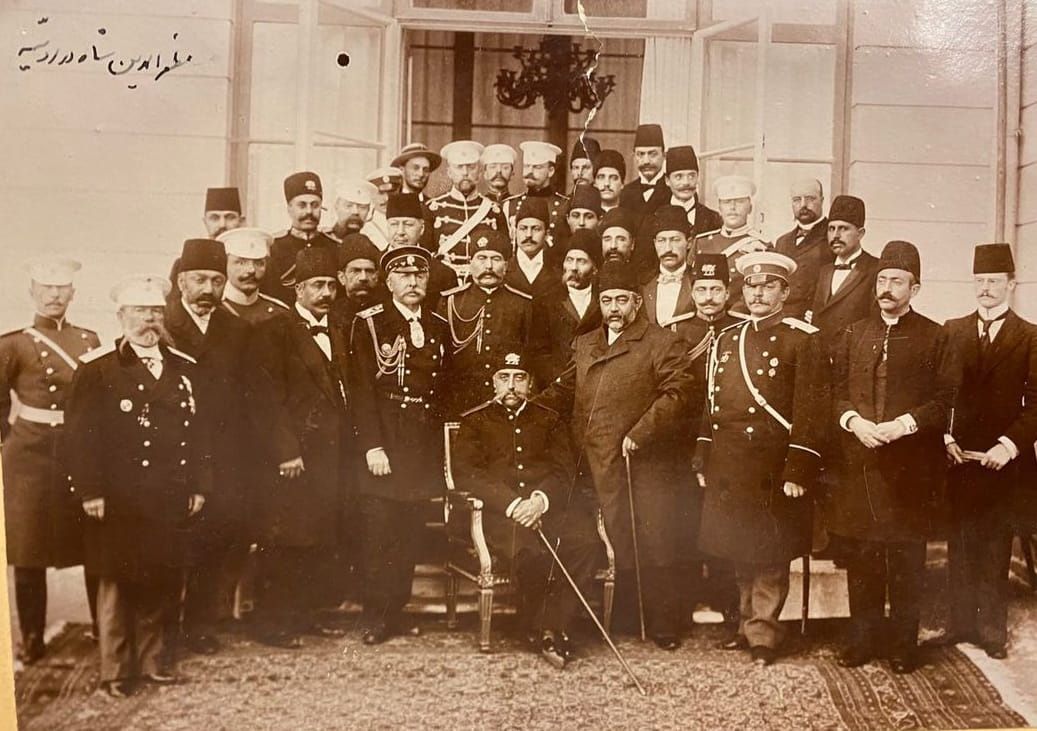
ارسلان خان ناصر همایون نفر سوم از راست - نفر دوم علیخان ظهیر الدوله- در جمع گروهی از اعضای موزیک دربار- سفر مظفرالدین شاه روسیه

#### فرزندان
نصرت خانم برمکی (نصرت الملوک) با یدالله همایونفر ازدواج کرد؛ (فرزندان آن دو: گیتی افروز همایونفر مادر ثمیلا امیرابراهیمی و امیر همایونفر). پسران امیر خان برمکی. امیرحسین خان برمکی (همسر اولش تاجی خانم بود و بعد از جدایی از او با توران خانم، دختر مستوفی الممالک، ازدواج کرد). شهباز خان برمکی (همسر همدم السلطنه).
برادرش سیاوش خان برمکی از عکاسان و موزیسینهای پیش‌کسوت ایران بوده و مجموعه منحصر بفردی از عکس از مکانهای تاریخی بروی شیشه از خود بجای گذاشت. در سفر اول مظفرالدین شاه نیز همراه بوده‌است. سیاوش خان در فرانسه با نام خانوادگی دنبلی-برمکی Barmaki- Donboli (1890-1969) با زنی فرانسوی بنام آگنس ازدواج و تا آخر عمر در فرانسه زیست. وی و خانواده اش در شهر بوردو و نیس به کار عتیقه و فرش مشغول بودند.

## درگذشت
ارسلان‌خان، معروف به ناصر همایون، در سال ۱۲۹۹ در سن ۵۴ سالگی در تبریز درگذشت.